# Сарымсакова, Лютфи
Лютфи (Лютфиханум) Сарымсакова (узб. Lutfixonim Sarimsoqova; Лутфихоним Саримсокова; 1896, село Акъер, Ферганская область, Российская империя — 1991, Ташкент, Узбекская ССР, СССР) — советская, узбекская актриса театра и кино, певица. Народная артистка СССР (1967).

## Биография
Родилась 26 апреля (8 мая) 1896 года в селение Акъер (ныне в Риштанский районе Ферганской области Узбекистана) (по другим источникам — в Риштане) в бедной крестьянской семье.
В выборе профессии большое влияние оказало выступления передвижной театральной труппы Хамзы в 20-х годах в Риштане показами пьес «Бай и батрак», «Проделки Майсары» и «Тайны паранджи».
В первые послереволюционные годы — участница театральной самодеятельности. В 1925 году начала выступать на профессиональной сцене в Коканде. В 1926—1928 годах — актриса Кокандского театра (с 1927 — Ферганская окружная государственная труппа, ныне Кокандский музыкально-драматический театр им. Хамзы), в 1928—1931 — Андижанского театра (позже — Андижанский областной театр музыкальной драмы и комедии имени Ю. Ахунбабаева, ныне — имени З. М. Бабура), в 1931—1934 — Ферганского театра (ныне Ферганский узбекский драматический театр им. Ю.-К. Шакаржанова) (по другим источникам — в Маргиланском театре).
В 1934—1939 и 1940—1973 годах — актриса Узбекского музыкально-драматического театра (после разделения в 1939 — Узбекский театр музыкальной драмы и комедии им. Мукими, ныне Государственный музыкальный театр имени Мукими) в Ташкенте.
В 1939—1940 годах — организатор и художественный руководитель ансамбля женщин-дутаристок Узбекской государственной филармонии в Ташкенте.
Выступала как певица.
Снималась в кино.
Творчество актрисы связано с народной жизнью. Ею сыграно множество образов узбекских женщин, создав глубокие образы матерей, борющихся за счастье своих детей — в театре: «Два коммуниста» — Кумыш-холя, «Гульсара» — Айсара, «Нурхон» — Кимье (все К. Яшена), в кино: «Клятва» — мать Азима, «Асаль» — мать Асаль, «На зов вождя» — мать Рустама, «Священная кровь» — мать Юлчи, «Об этом говорит вся махалля» — Мехрихон, «Встречи и расставания» — мать Хафиза, наиболее известный из них — Фатима-опа в фильме «Ты не сирота». Так же с успехом исполняла характерные роли.
Член Союза кинематографистов Узбекской ССР.
Член КПСС с 1944 года. Депутат Верховного Совета Узбекской ССР 5-6-го созывов.
Умерла 14 января 1991 года в Ташкенте. Похоронена на Чигатайском кладбище.

## Звания и награды
- Народная артистка Узбекской ССР (1937)[4]
- Народная артистка СССР (03.02.1967)[5]
- Орден Ленина (18.03.1959)[6]
- Орден Октябрьской Революции
- Орден Трудового Красного Знамени (31.05.1937 — за выдающиеся заслуги в деле развития узбекского музыкального и танцевального искусства)[7]
- Орден «За выдающиеся заслуги» (Узбекистан) (2001 — посмертно)
- Медали
- Почётные грамоты Президиума Верховного Совета Узбекской ССР.

## Творчество

### Роли в театре
- 1928 — «Два коммуниста» К. Яшена — Кумыш-холя
- 1933 — «Лейли и Меджнун» Хуршида, музыка Т. Садыкова — Лейли
- 1935 — «Гульсара» К. Яшена и М. Мухамедова, музыка Т. Джалилова — Айсара
- 1937 — «Фархад и Ширин» Хуршида, музыка В. Успенского — Ширин, колдунья Ясуман
- 1938 — «Аршин мал алан» У. Гаджибекова — Зебо, Джихан-холя, Гульчехра
- 1940 — «Проделки Майсары» Хамзы — Майсара
- 1942, 1952 — «Нурхон» К. Яшена — Кимье
- 1953 — «Мукими» С. Абдуллы — Рисолат
- «Ревшан и Зулхумор» К. Яшена — старуха-мать[1]
- «Принцесса Турандот» К. Гоцци — Адельма
- «Слуга двух господ» К. Гольдони — Смеральдина
- «Худжум» В. Яна — Турсун
- «Халима» Г. Зафари — мать
- «Тайны паранджи» Хамзы — Мастура
- «Курбан Умаров» С. Абдуллы — Халча
- «Офтобхон» К. Яшена — Xaйри-холя
- «Фергана до рассвета» М. Исманли — Xaтиджа-холя
- «Золотое озеро» — Джамал-опа

### Фильмография
- 1931 — Азад (не завершен) — Озод, прядильщица
- 1937 — Клятва — мать Азима
- 1940 — Асаль — мать Асаль, жена садовника
- 1941 — На зов вождя — мать Рустама
- 1941 — Мы победим (короткометражный) — Зумруд
- 1943 — Насреддин в Бухаре — прислуга при дворе
- 1943 — Подарок Родины — мать
- 1954 — Сестры Рахмановы — Шарофат-биби
- 1954 — Новоселье — Холнисо
- 1955 — Встретимся на стадионе — Мафрат-хон
- 1955 — Крушение эмирата — старая дехканка
- 1956 — Священная кровь — мать Юлчи
- 1958 — Очарован тобой — эпизод
- 1958 — Рыбаки Арала — жена председателя колхоза
- 1958 — Сыновья идут дальше — сумасшедшая
- 1959 — Второе цветение — Кумры-хола
- 1960 — Об этом говорит вся махалля — Мехрихон
- 1962 — Ты не сирота — Фатима-апа
- 1964 — Буря над Азией — мать Джамала
- 1964 — Добрый день
- 1964 — Жизнь прошла ночью — старуха
- 1965 — Прозрение — эпизод
- 1966 — Белые, белые аисты — Мехринисо
- 1968 — Сыны отечества — посетительница музея
- 1969 — Её имя — Весна — сваха
- 1969 — Минувшие дни — эпизод
- 1971 — Драма любви — мать Умара
- 1973 — Встречи и расставания — мать Хафиза
- 1976 — Птицы наших надежд — бабушка Амира
- 1990 — Мальчики из Танги — эпизод

## Память
- В 1976 году был снят документальный фильм «Лютфихон ая», посвященный жизни и деятельности актрисы.
- Именем Л. Сарымсаковой названы Дом культуры и 52-я средняя школа в Риштане.